# Desmeocraera strigata
Desmeocraera strigata är en fjärilsart som beskrevs av Sergius G. Kiriakoff 1968. Desmeocraera strigata ingår i släktet Desmeocraera och familjen tandspinnare. Inga underarter finns listade i Catalogue of Life.